# Ameisensäureisobutylester
Ameisensäureisobutylester ist eine chemische Verbindung aus der Gruppe der Carbonsäureester.

## Vorkommen
Ameisensäureisobutylester wurde in Ananas, Äpfeln, Essig, Weizenbrot, Bier, Cognac und Rum nachgewiesen.

## Gewinnung und Darstellung
Ameisensäureisobutylester kann durch Reaktion von Isobutylalkohol und Kohlenmonoxid in Gegenwart von Natriumisobutylat bei 110 °C und 400 atm gewonnen werden.

## Eigenschaften
Ameisensäureisobutylester ist eine leicht entzündbare farblose Flüssigkeit mit stechendem Geruch, die wenig löslich in Wasser ist. Sie zersetzt sich bei Erhitzung.

## Verwendung
Ameisensäureisobutylester wird als Aromastoff verwendet.

## Sicherheitshinweise
Die Dämpfe von Ameisensäureisobutylester können mit Luft ein explosionsfähiges Gemisch (Flammpunkt 5 °C, Zündtemperatur 320 °C) bilden.